# Рупрехт фон Егенберг
Рупрехт фон Егенберг (на немски: Ruprecht von Eggenberg; * 1546; † 7 февруари 1611, Грац, Щирия) от рода Егенберг, е фрайхер, австрийски генерал във войната против Османската империя.

## Произход и военна кариера
Той е син на Христоф фон Егенберг († 1553) от линията Радкерсбург на Егенбергите, и на Хелена фон Фигер. Братовчед е на княз Ханс Улрих фон Егенберг, който построява двореца Егенберг при Грац.
Рупрехт отрано се отдава на военна кариера. През 1572 г. той е хауптман на испанска служба и служи в Нидерландия при генерал Алесандро Фарнезе, херцог на Парма и Пиаченца. Ерцхерцог Карл II удостоява Рупрехт фон Егенберг с титлата ерцхерцогски съветник и хауптман на главния дворец Грац. Заради опасността от турците от 1592 г. той е назначен за командир на войската. На 22 юни 1593 г. хабсбургската войска под командването на Рупрехт фон Егенберг, Андреас фон Ауерсперг и Тома Ердоди побеждава в битката при Сисак многобройната турска войска на Тели Хасан Паша. През 1594 г. Егенберг е командир на австрийската войска на границата към Хърватия и завладява през 1595 г. турската крепост Петриния. През 1596 г. той е фелдполковник в Горна Унгария и през 1597 г. е генерал-фелд-обрист-фелдцойгмайстер. Заради заслугите му императорът го издига през 1598 г. заедно с цялата фамилия Егенберг за фрайхер. Той напуска службата през 1606 г. и се оттегля в Грац, където умира през 1611 г.
Рупрехт е погребан, според завещанието му от 1609 г., в построения за него мавзолей в Еренхаузен, осветен през 1693 г. Неговият наследник и племенник Волф фон Егенберг (1580 – 1615), генерал-обрист на хърватската граница и син на Бартоломейус фон Егенберг и на Юстина фон Бройнер, също е погребан там.